# Тоганас (Западно-Казахстанская область)
Тоганас (каз. Тоғанас) — село в Сырымском районе Западно-Казахстанской области Казахстана. Административный центр Шолаканкатынского сельского округа. Код КАТО — 275859100.

## Население
В 1999 году население села составляло 960 человек (448 мужчин и 512 женщин). По данным переписи 2009 года, в селе проживало 515 человек (241 мужчина и 274 женщины).